# Lancaster Classic
La Lancaster Classic era una carrera ciclista profesional de una sola etapa que se disputaba anualmente en la ciudad de Allentown, en Pensilvania, Estados Unidos.
Se disputaba ininterrumpidamente desde 1992 en el mes de junio sobre algo menos de 150 km. A lo largo de su historia ha tenido diferentes nombres como: First Union Invitational-Lancaster, Wachovia Invitational o Commerce Bank Lehigh Valley Classic entre otros.
Desde la creación de los Circuitos Continentales UCI en 2005 estuvo encuadrada en la categoría 1.1 del UCI America Tour.

## Palmarés
| Año                                 | Ganador            | Segundo                | Tercero              |
| ----------------------------------- | ------------------ | ---------------------- | -------------------- |
| Hamilton Bank Classic               |                    |                        |                      |
| 1992                                | Roberto Pelliconi  | Phil Anderson          | Stefano Casagrande   |
| 1993                                | Arvis Piziks       | Phil Anderson          | Roberto Gaggioli     |
| 1994                                | Andrea Peron       | Bobby Julich           | Dario Bottaro        |
| 1995                                | Fred Rodríguez     | Bart Bowen             | Bobby Julich         |
| 1996                                | Christopher Horner | Tyler Hamilton         | Marty Jemison        |
| Corestates Invitational             |                    |                        |                      |
| 1997                                | Chann McRae        | Trent Klasna           | Jonathan Vaughters   |
| 1998                                | Frankie Andreu     | Lance Armstrong        | Cezary Zamana        |
| First Union Invitational            |                    |                        |                      |
| 1999                                | Jakob Piil         | Michael Barry          | George Hincapie      |
| 2000                                | Trent Klasna       | Michael Sandstød       | Fred Rodríguez       |
| 2001                                | Léon van Bon       | George Hincapie        | Trent Klasna         |
| 2002                                | David Clinger      | Chris Wherry           | Tom Leaper           |
| Wachovia Invitational               |                    |                        |                      |
| 2003                                | Jakob Piil         | Mark McCormack         | Julian Dean          |
| 2004                                | Max van Heeswijk   | Francisco José Ventoso | Fred Rodríguez       |
| 2005                                | Gregory Henderson  | Fred Rodríguez         | Iván Domínguez       |
| Wachovia Cycling Series - Lancaster |                    |                        |                      |
| 2006                                | Jackson Stewart    | Juan José Haedo        | Sergei Lagutin       |
| Commerce Bank Lancaster Classic     |                    |                        |                      |
| 2007                                | Bernhard Eisel     | Sergei Lagutin         | Frank Pipp           |
| Commerce Bank Lehigh Valley Classic |                    |                        |                      |
| 2008                                | Yuriy Metlushenko  | Karl Menzies           | Charles Bradley Huff |

## Palmarés por países
| País           | Victorias |
| -------------- | --------- |
| Estados Unidos | 7         |
| Italia         | 2         |
| Dinamarca      | 2         |
| Países Bajos   | 2         |
| Letonia        | 1         |
| Nueva Zelanda  | 1         |
| Austria        | 1         |
| Ucrania        | 1         |